# Johann Andreas Schubert

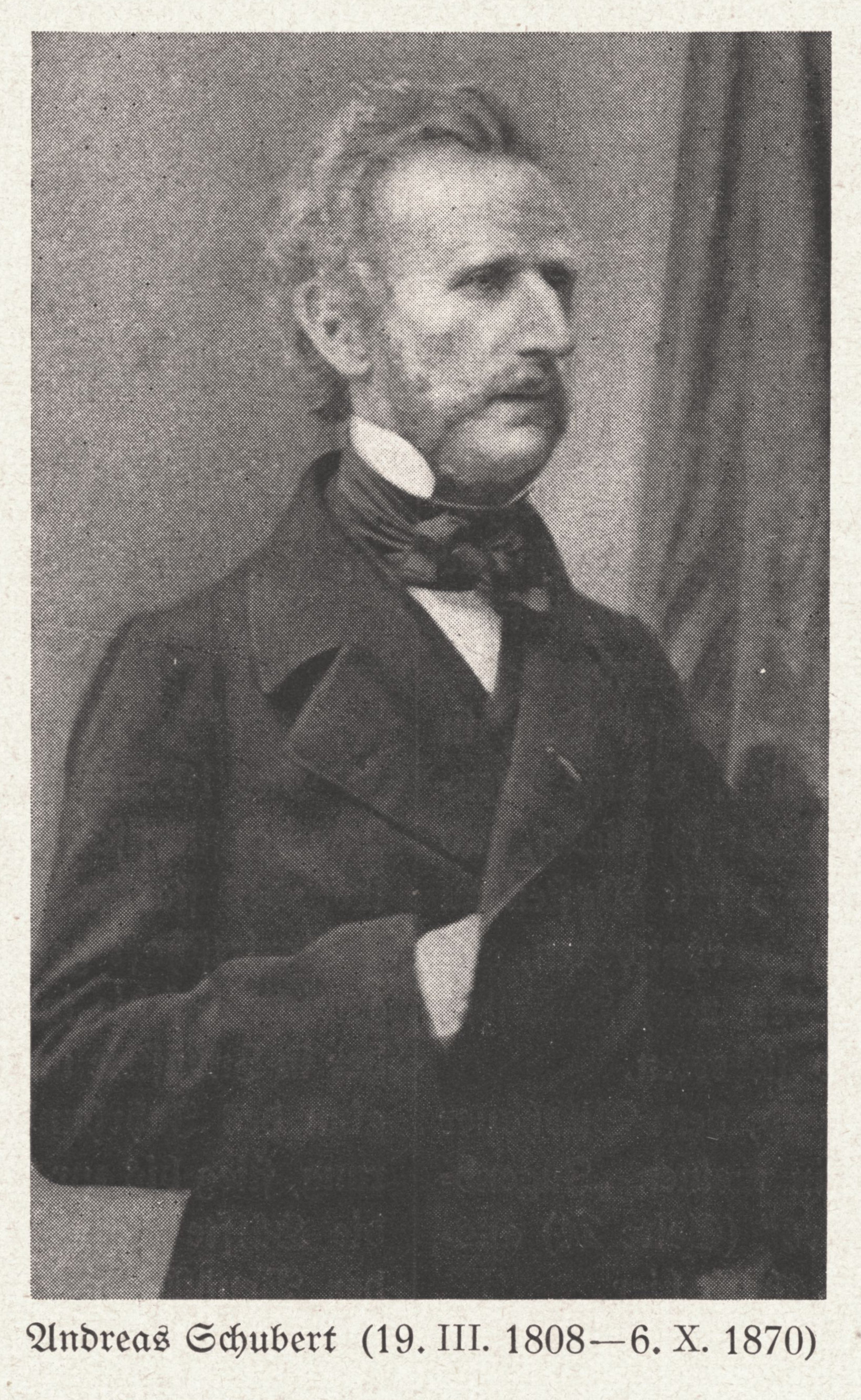
Johann Andreas Schubert

Johann Andreas Schubert (* 19. März 1808 in Wernesgrün; † 6. Oktober 1870 in Dresden) war ein deutscher Ingenieur, Unternehmer, Hochschullehrer für Maschinenbau und Bauingenieurwesen und Direktor der Technischen Bildungsanstalt Dresden. Er ist der Schöpfer der Göltzschtalbrücke.

## Leben

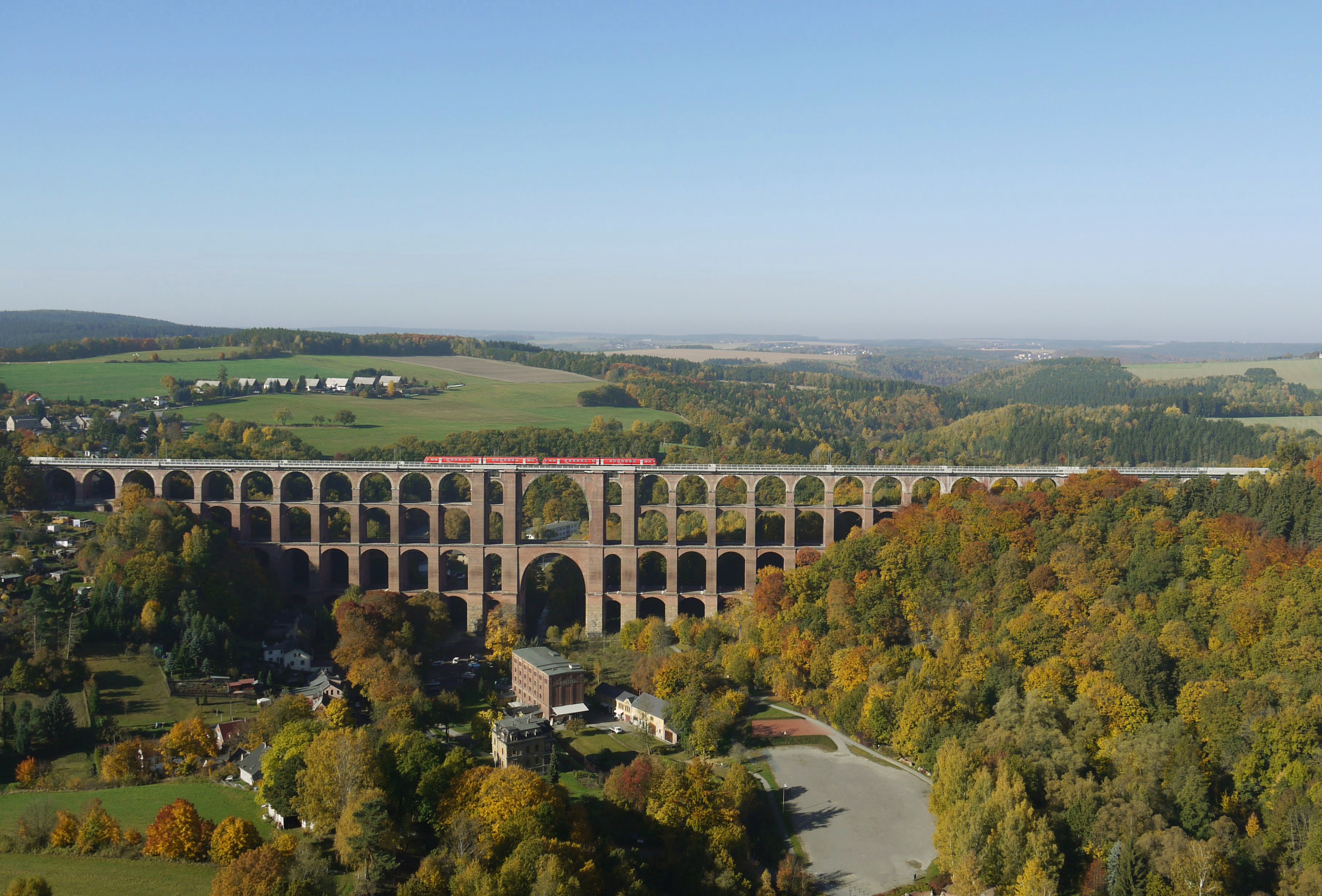
Göltzschtalbrücke (2012)

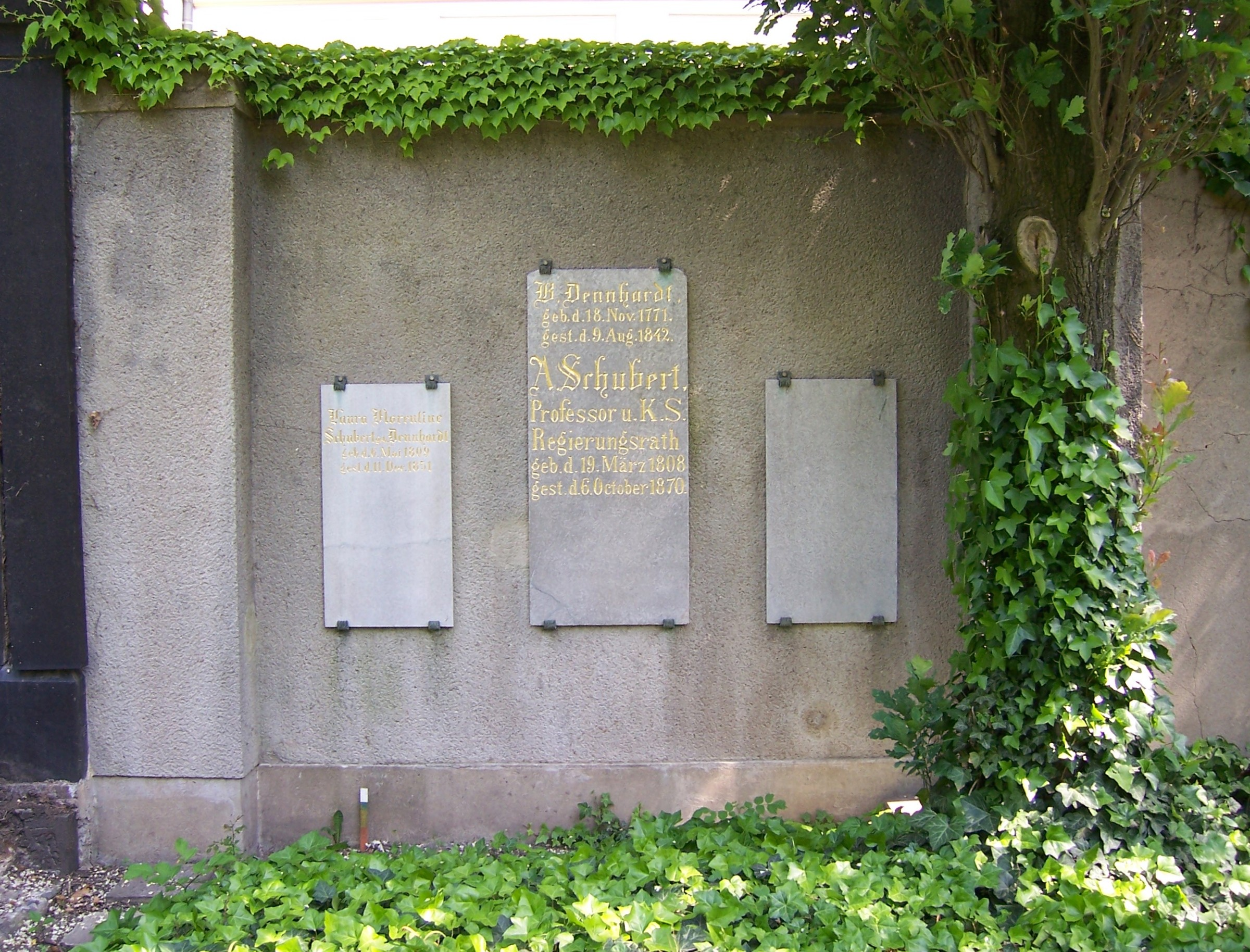
Grab Schuberts auf dem Dresdner Inneren Matthäusfriedhof

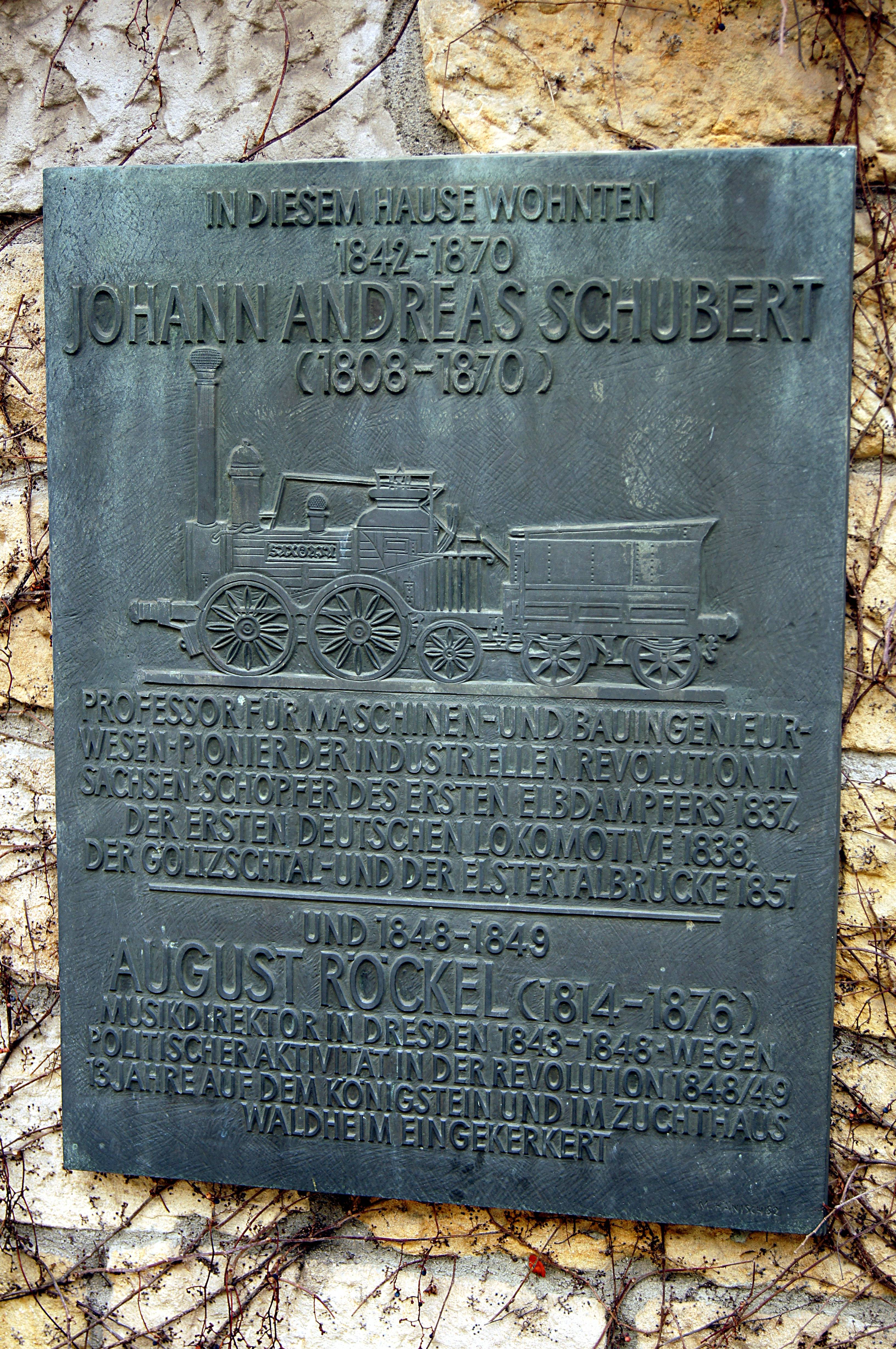
Gedenktafel für J. A. Schubert am Haus Friedrichstraße 46 in Dresden

Schubert wurde als Sohn eines Tagelöhners in Wernesgrün im Vogtland geboren und wuchs bei Pflegeeltern in Leipzig auf. Pflegevater war der Leipziger Polizeipräsident Ludwig Ehrenfried von Rackel. Deshalb begann er seine Schulausbildung an der Thomasschule zu Leipzig, die er nach dem Tod des Pflegevaters an der Garnisonschule auf der Festung Königstein und im Freimaurerinstitut in Dresden-Friedrichstadt fortsetzte.
Ab 1824 studierte er Bauwesen an der Bauschule der Dresdner Kunstakademie. Während seines Studiums lernte er als Volontär in der Werkstatt des Ingenieurs und Inspektors des Mathematisch-Physikalischen Salons Rudolf Sigismund Blochmann die handwerkliche Seite des Maschinenbaus kennen.
1828 erhielt er im Alter von 20 Jahren eine Anstellung als Lehrer für Buchhaltung und zweiter Lehrer für Mathematik an der gerade gegründeten königlich sächsischen Technischen Bildungsanstalt Dresden mit Sitz im Brühlschen Gartenpavillon. 1832 wurde Schubert als Professor berufen. Seine Lehrfächer waren nun auch der Maschinenbau und der Eisenbahnbau. Sein Wissen auf diesem Gebiet erweiterte insbesondere eine Reise nach Großbritannien im Jahr 1834. Er war der erste Lehrer der mathematischen und technischen Wissenschaften an der Technischen Bildungsanstalt Dresden und zugleich Lehrer der mathematischen Wissenschaften an der Bauschule der Kunstakademie Dresden.
1836 erfolgte die Gründung der Maschinenbauanstalt Übigau, Schubert wurde technischer Direktor und Vorsitzender des Direktoriums. Im gleichen Jahr war er Mitbegründer der Sächsischen Elbe-Dampfschifffahrts-Gesellschaft. Im Jahr 1837 wurde in Übigau der Dampfer Königin Maria fertiggestellt, zu dieser Zeit das erste Dampfschiff auf der Oberelbe; ein Jahr später folgte der Dampfer Prinz Albert. Beide Dampfschiffe waren Konstruktionen Schuberts. Bei der Eröffnung der ersten deutschen Fern-Eisenbahnstrecke zwischen Leipzig und Dresden am 8. April 1839 fuhr Schubert mit der von ihm 1837–1839 konstruierten, ersten funktionstüchtigen in Deutschland entwickelten und gebauten Dampflokomotive „Saxonia“ hinter dem offiziellen Zug her – dieser wurde von zwei aus Großbritannien importierten Lokomotiven gezogen. Der wirtschaftliche Erfolg stellte sich für ihn nicht ein. 1839 kündigte Schubert seinen Vertrag beim Actien-Maschinenbau-Verein und wurde wieder Hochschullehrer.
Aber auch hier erwarteten ihn Probleme. Bei der Berufung des Direktors der Bildungsanstalt 1843 wurde ihm der Berliner August Seebeck vorgezogen. Nach dessen Tod 1849 wurde Schubert kommissarischer Direktor, aber schon 1850 durch Julius Ambrosius Hülße ersetzt. Von 1850 an vollzog Schubert einen Lehrgebietswechsel hin zum Bauingenieurwesen, namentlich zum Straßenbau, Eisenbahnbau und Brückenbau. 1851 wurde er Vorstand der Bauingenieurabteilung der Schule.
Besondere Verdienste erwarb sich Schubert beim Bau der Elstertalbrücke und der Göltzschtalbrücke. Für letztere wurde ein Wettbewerb ausgeschrieben, von den 81 eingegangenen Vorschlägen konnte keiner die statische Sicherheit nachweisen. Schubert war Leiter der Prüfungskommission und entwarf daraufhin unter Berücksichtigung seiner Erfahrungen mit statischen Berechnungen selbst eine Lösungsmöglichkeit, er verwendete dabei auch einzelne Anregungen aus den eingegangenen Vorschlägen. Seine Berechnung erfolgte auf der Grundlage der neuen, mathematisch begründeten Stützlinientheorie. Damit wurde die Brücke die erste statisch berechnete der Welt. Sie ist mit über 26 Millionen Steinen auch die größte Ziegelmauerwerk-Brücke der Welt.
1859 bekam Schubert das Ritterkreuz des Sächsischen Verdienstordens verliehen.  Im Jahr 1869 schied er aus dem Hochschuldienst aus und wurde zum Regierungsrat ernannt.
Schubert war zweimal verheiratet. Seiner ersten Ehe mit Laura Florentine geb. Dennhardt (1809–1851) entstammten ein Sohn und eine Tochter, der zweiten mit Sophie geb. Eben (1825–1900) vier Töchter. Am 6. Oktober 1870 starb Schubert in Dresden. Sein Grab befindet sich auf dem Inneren Matthäusfriedhof an der Friedrichstraße.

## Postume Ehrungen
- Zu seinen Ehren trägt ein Gebäude der heutigen Technischen Universität Dresden in der Dresdner Südvorstadt den Namen Andreas-Schubert-Bau.
- Aus Anlass seines 200. Geburtstags veranstaltete die Technische Universität Dresden im Juli 2008 eine akademische Festveranstaltung und einen öffentlichen Schubert-Tag.[2]
- Sowohl 1985 als auch 2008 erschienen Briefmarken zu Ehren Schuberts bzw. seiner Leistungen.
- An seinem Geburtshaus in Wernesgrün erinnert eine Gedenktafel an ihn.[3]

## Varia
- Schubert fiel 1848 beim Königshaus und der sächsischen Regierung wegen seiner öffentlichen Unterstützung für die französischen Februar-Revolutionäre in Ungnade, mit dem Ende des Aufstands wurde er von allen seinen Aufgaben entbunden. Zur Einweihung der Göltzschtalbrücke am 15. Juli 1851 wurde er nicht eingeladen, seine Verdienste an dem Bauwerk wurden verschwiegen. Erst 1858 wurde er rehabilitiert.[4]
- Bis heute kursiert das wohl durch seine Abwesenheit bei der Einweihung ausgelöste Gerücht, Schubert habe sich kurz vorher von der Göltzschtalbrücke gestürzt, da er selbst nicht an die Haltbarkeit der Brücke und die Richtigkeit seiner Berechnungen geglaubt habe. Dies ist jedoch eindeutig falsch.[5]

## Schriften
- Handbuch der Mechanik für Praktiker, oder: Die Grundlehren der Mechanik auf die Konstruktion der Maschinen und auf die Baukunst bezogen. Arnoldische Buchhandlung, Dresden 1832.
- Elemente der Maschinenlehre. Vom Materiale der Maschinentheile und deren Construction (...). 2 Bände, 1842 und 1844. (als Reprint: Nabu Press 2011, ISBN 978-1-270-83299-7)
- Theorie der Konstruktion steinerner Bogenbrücken. 2 Bände, 1847 und 1848.
- Beitrag zur Berichtigung der Theorie der Turbinen. 1850. (als Reprint: Nabu Press 2011, ISBN 978-1-179-84695-8)